# Billions (série de televisão)
Billions é uma série de televisão dramática norte-americana criada por Brian Koppelman, David Levien e Andrew Ross Sorkin. A série estreou em 17 de janeiro de 2016 no canal Showtime, e sua sétima e última temporada teve estreia em 13 de agosto de 2023. No Brasil, ela está disponível no catálogo da Netflix.

## Sinopse
Ambientada principalmente em Nova York e Connecticut, a série acompanha o gestor de fundos de cobertura Bobby Axelrod (Damian Lewis) enquanto ele acumula riqueza e poder no mundo das altas finanças. As táticas agressivas de Axelrod chamam a atenção do Procurador dos Estados Unidos Chuck Rhoades (Paul Giamatti). O personagem de Rhoades é baseado em Preet Bharara, que ocupou o cargo de Procurador dos Estados Unidos para o Distrito Sul de Nova York, em Manhattan, entre 2009 e 2017. A série foi inspirada em processos judiciais reais envolvendo crimes financeiros. A acusação movida por Bharara em 2013 contra o gestor de fundos de cobertura Steven A. Cohen, da S.A.C. Capital Advisors, influenciou a primeira temporada, enquanto a manipulação de títulos do Tesouro dos EUA pela Salomon Brothers em 1991 inspirou a segunda.
Tramas secundárias da série incluem a psiquiatra e coach de performance Wendy Rhoades (Maggie Siff), o analista de mercado Taylor Mason (Asia Kate Dillon) e o braço direito de Axelrod, Mike "Wags" Wagner (David Costabile).

## Elenco

### Elenco principal
- Paul Giamatti como Charles "Chuck" Rhoades, Jr.: Procurador dos Estados Unidos para o Distrito Sul de Nova York, que posteriormente tenta concorrer ao cargo de governador de Nova York e é eleito Procurador-Geral do estado. Rhoades é implacável e tem uma aversão especial por criminosos ricos que tentam escapar da justiça com dinheiro. Apesar de seu poder como procurador, ele luta para não ser ofuscado por sua esposa Wendy, que ganha mais que ele, e por seu pai, um homem rico e influente. Formado em Yale, como seu pai, Chuck tem um fundo fiduciário cujo gestor é seu próprio pai. Em sua vida privada, ele é adepto do sadomasoquismo e participa de jogos de BDSM com Wendy e outras mulheres, assumindo o papel de "submisso". O personagem tem inspiração nas carreiras de Preet Bharara e Eliot Spitzer.
- Damian Lewis como Robert "Bobby" Axelrod (temporadas 1–5 & 7): um bilionário ambicioso, gestor do fundo de cobertura Axe Capital e formado pela Universidade de Hofstra. De origem humilde, foi um dos sobreviventes do atentado de 11 de setembro em sua empresa e reformulou-a como Axe Capital, pagando a faculdade dos filhos de seus colegas falecidos no ataque ao World Trade Center. Em público, é extremamente caridoso e generoso, mas utiliza informações privilegiadas e subornos para aumentar a fortuna de sua empresa. Seu faro excepcional para investimentos lhe garantiu uma carreira praticamente infalível no mercado financeiro. O personagem é vagamente baseado em Steven A. Cohen e em sua antiga gestora de fundos, a S.A.C. Capital Advisors.
- Maggie Siff como Wendy Rhoades: psiquiatra, coach de performance da Axe Capital e esposa (posteriormente ex-esposa) de Chuck Rhoades, Jr. Determinada, bem-sucedida e formada em Yale, ela trabalha com Axelrod há mais de 15 anos e mantém uma relação de confiança com ele. Além disso, participa ativamente das práticas de BDSM com Chuck, assumindo o papel dominante na relação.
- Malin Åkerman como Lara Axelrod (protagonista nas temporadas 1–3; participação especial na 4ª): esposa (posteriormente ex-esposa) de Bobby Axelrod e ex-enfermeira, mantendo sua licença profissional ativa. De origem humilde e operária, Lara abandonou seu passado e se dedicava totalmente ao marido e aos filhos. Seu irmão Dean, bombeiro em Nova York, morreu nos atentados de 11 de setembro. Lara desaprova a relação próxima entre Axe e Wendy.
- Toby Leonard Moore como Bryan Connerty (protagonista nas temporadas 1–4; participação especial nas temporadas 5 & 7): chefe da Força-Tarefa de Fraudes em Valores Mobiliários e Commodities do Distrito Sul de Nova York e braço direito de Rhoades no início da série. Posteriormente, ele assume o cargo de Procurador dos Estados Unidos para o Distrito Sul de Nova York até ser preso por manipulação ilegal de testemunhas. Chuck negocia para que ele cumpra pena em uma prisão de colarinho branco.
- David Costabile como Mike "Wags" Wagner: diretor de operações da Axe Capital e braço direito de Axelrod. Conhecido por seu estilo de vida excêntrico, é viciado em drogas e sexo, chegando a afirmar que a cocaína o ajuda a se concentrar no trabalho.
- Condola Rashad como Kate Sacker: chefe de crimes financeiros e Procuradora-Assistente dos Estados Unidos no Distrito Sul de Nova York. Posteriormente, atua no gabinete de Rhoades como Assistente do Procurador-Geral de Nova York. Ela aguarda o momento certo para concorrer ao Congresso, tendo como meta final tornar-se Presidente dos Estados Unidos.
- Asia Kate Dillon como Taylor Amber Mason (participação recorrente na 2ª temporada; protagonista nas temporadas 3–7): analista financeiro de destaque na Axe Capital. Ganha a confiança de Axelrod e é promovide a Diretor de Investimentos (CIO) durante os problemas legais do gestor. Mais tarde, deixa a Axe Capital para fundar a Taylor Mason Capital, que posteriormente é forçada a se tornar uma subsidiária sob o controle de Axelrod.
- Jeffrey DeMunn como Charles Rhoades, Sr. (recorrente nas temporadas 1–2; protagonista nas temporadas 3–7): pai de Chuck, um magnata influente que frequentemente interfere na vida do filho. Foi abusivo com sua ex-esposa e frequentemente a traiu. Casou-se com outra mulher após ter um filho com ela.
- Kelly AuCoin como "Dollar" Bill Stearn (recorrente nas temporadas 1–3 & 6; protagonista nas temporadas 4–5 & 7): gestor de portfólio da Axe Capital, leal a Axelrod a ponto de arriscar-se juridicamente para protegê-lo. Segundo o próprio ator, Bill é "o milionário mais mão de vaca da América".Ele frequentemente recorre a negociações ilícitas para garantir altos retornos à Axe Capital.
- Corey Stoll como Michael Thomas Aquinas Prince (recorrente na 5ª temporada; protagonista nas temporadas 6–7): um magnata dos negócios que cresceu em uma cidade rural de Indiana e parece ter o desejo genuíno de contribuir para a sociedade. Jogador de basquete no ensino médio, ele assume o controle da Axe Capital na 6ª temporada, renomeando-a como Michael Prince Capital, e busca trazer os Jogos Olímpicos de Verão de 2028 para Nova York.
- Daniel Breaker como Scooter Dunbar (recorrente na 5ª temporada; protagonista nas temporadas 6–7): braço direito de Michael Prince, posteriormente dividindo essa posição com Wags.
- Sakina Jaffrey como Daevisha "Dave" Mahar (protagonista nas temporadas 6–7): aliada de Rhoades na luta contra a corrupção e no combate a Prince.
- Toney Goins como Phillip Charyn (recorrente na 6ª temporada; protagonista na 7ª): sobrinho de Scooter, recrutado por Prince para integrar a Prince Capital devido à sua habilidade nos negócios.

## Episódios
| Temporada | Episódios | Lançamento do primeiro episódio | Lançamento do último episódio |
| --------- | --------- | ------------------------------- | ----------------------------- |
| 1         | 12        | 17 de janeiro de 2016           | 10 de abril de 2016           |
| 2         | 12        | 19 de fevereiro de 2017         | 7 de maio de 2017             |
| 3         | 12        | 25 de março de 2018             | 10 de junho de 2018           |
| 4         | 12        | 17 de março de 2019             | 9 de junho de 2019            |
| 5         | 12        | 3 de maio de 2020               | 3 de outubro de 2021          |
| 6         | 12        | 23 de janeiro de 2022           | 10 de abril de 2022           |
| 7         | 12        | 13 de agosto de 2023            | 29 de outubro de 2023         |